# خوزه موراتون
خوزه موراتون (انگلیسی: José Moratón؛ زادهٔ ۱۴ ژوئیهٔ ۱۹۷۹) بازیکن فوتبال اهل اسپانیا است.
از باشگاه‌هایی که در آن بازی کرده‌است می‌توان به باشگاه فوتبال راسینگ سانتاندر اشاره کرد.